# 父ちゃんのポーが聞える
『父ちゃんのポーが聞える』（とうちゃんのポーがきこえる）は、1971年（昭和46年）9月24日に公開された日本映画。配給は東宝。カラー。併映『潮騒』（森谷司郎監督/三島由紀夫原作）。
筋肉が萎縮するハンチントン舞踊病という難病と闘う、実在した少女の詩集『父ちゃんのポーが聞こえる 則子・その愛と死』の映画化作品である。

## ストーリー
明るい学園生活を送っていた少女・則子はある日突然不治の病に罹患、療養所生活を余儀なくされる。蒸気機関車の運転士をしていた父・隆のお見舞いだけが唯一の楽しみだった則子だが、病状が悪化し人里離れた山の上の療養所に転院せざるを得なくなる。仕事の都合でひんぱんにお見舞いに来られなくなった隆は、週一回機関車が療養所付近を通過する際に則子のために汽笛を鳴らす約束をした。その「ポー」という汽笛を心の支えに療養生活を送る則子であったが.....

## キャスト
以下の役名と出演者名は特に記載のない限り東宝に従った。
- 杉本則子：吉沢京子
- 杉本隆：小林桂樹
- 杉本恵子：森るみ子
- 杉本初江：司葉子
- 丸山源太郎：藤岡琢也
- 吉川道夫：佐々木勝彦
- 前川武：小松英三郎[3]
- 一本松：十朱久雄
- 千田：石田茂樹
- 玉井：大前亘
- 市岡：清水元
- 久保木：富川徹夫
- 元橋先生：吉行和子[3]
- 山下：記平佳枝
- みどり：山添三千代
- 信子：臼倉かほる[3]
- 北川：稲葉義男
- 稲垣：鈴木治夫
- 金沢大学病院の外科医：加藤和夫
- 金沢大学病院の看護婦：毛利幸子
- こまどり学園の医局員：勝部義夫
- こまどり学園の医局員：岡部正
- みどりの母親：福田公子
- 千鳥の女将：千石規子
- パン屋の店員：川口節子